# Französische Kernwaffentests in Algerien

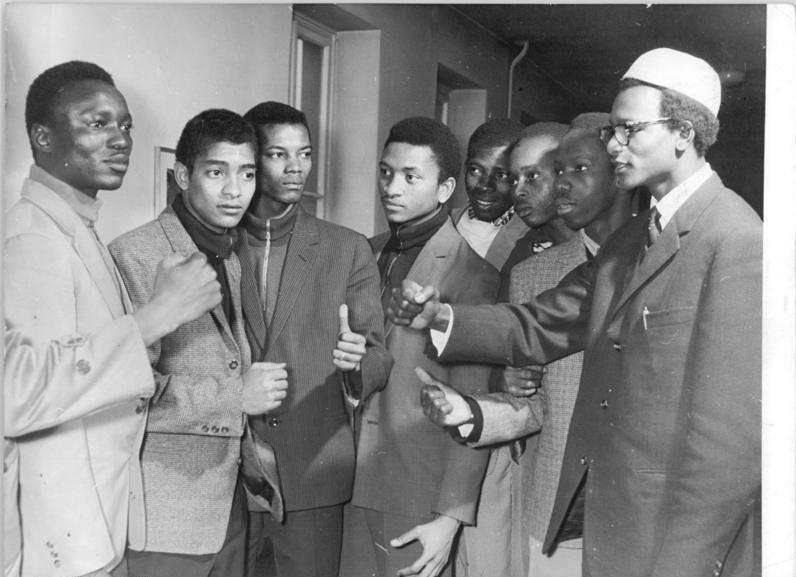
Studenten aus Mali protestieren am 13. Februar 1960 in Leipzig gegen den französischen Atombombentest

Die französischen Kernwaffentests in Algerien fanden von 1960 bis 1966 statt. In den Verträgen von Évian vom März 1962, mit denen Algerien die Unabhängigkeit erlangte, wurde der Force de dissuasion nucléaire française gestattet, die Testeinrichtungen für Raketen und Kernwaffen noch fünf Jahre zu nutzen. Insgesamt wurden siebzehn Kernwaffentests durchgeführt, davon vier oberirdisch (in Reggane) und dreizehn unterirdisch (in In Ekker).

## Oberirdische Kernwaffenversuche
Etwa 50 km südwestlich von Reggane in der Provinz Adrar beziehungsweise 20 km südlich des Ortes Hamoudia befand sich bis 1965 das französische Kernwaffentestgelände Centre Saharien des Expérimentations Militaires (CSEM) (26° 21′ N, 0° 8′ W).
Seinen ersten Kernwaffentest führte Frankreich am 13. Februar 1960 mit einer 70-kT-Kernwaffe durch. Sie war etwa 4-mal so stark wie die Hiroshima-Bombe, wurde an der Spitze eines 105 Meter hohen Stahlgerüstes gezündet und trug den Namen Gerboise bleue – Operation Blaue Wüstenspringmaus (nach einer in der Region vorkommenden Springmaus).
Weitere oberirdische Kernwaffentests – mit jeweils weniger als 5 kt – fanden auf dem Gelände statt
- am 1. April 1960,
- am 27. Dezember 1960 und
- am 25. April 1961.

Die Sahara im Umkreis von 300 km südwestlich bis 300 km östlich von Hamoudia war seinerzeit fast menschenleer.
Alle vier Wolken mit radioaktivem Fallout wehten in diese Richtungen. 2010 wurde bekannt, dass die französische Armee nach dem letzten Versuch am 25. April 1961 wissentlich einen Trupp von 300 Soldaten ionisierender Strahlung aussetzte.
Bei diesem Versuch sollten laut dem einschlägigen Militärbericht die „physiologischen und psychologischen Wirkungen der Kernwaffen auf den Menschen“ untersucht werden, um die „nötigen Elemente für die physische Vorbereitung und moralische Ausbildung des modernen Kämpfers zu erhalten.“ 
Zu diesem Zweck mussten sich die Männer bis auf 700 Meter dem Explosionsort nähern. Viele von ihnen leiden bis heute an der Verstrahlung und sind an Krebs erkrankt beziehungsweise früh gestorben.
Auf Wunsch Algeriens untersuchte die IAEA das Gelände und schrieb in einem Bericht von 2005, es seien aufgrund der schwachen Radioaktivität keine Maßnahmen nötig. Der Zutritt zu den vier Explosionsorten solle / brauche nur untersagt zu werden, wenn es zu größeren Aktivitäten in der Gegend komme.

## Unterirdische Kernwaffentests
Das französische Kernwaffentestgelände Centre d'Expérimentations Militaires des Oasis (CEMO) befindet sich bei In Ekker im Massiv Tan Affela im Hoggar etwa 150 km nordwestlich Tamanrasset neben der Straße N 1 (24° 3′ N, 5° 3′ O).
Hier erfolgten insgesamt 13 unterirdische Tests (zwischen dem 7. November 1961 und dem 16. Februar 1966).
Beim zweiten Test Béryl hielt der Verschluss des Teststollens der Explosion nicht stand; diese stieß radioaktives Gas und Staub in die Atmosphäre, die der Wind in östliche Richtung wehte. Von dem Fallout wurden nach Angaben des französischen Verteidigungsministeriums maximal 230 Menschen betroffen; es seien keine unmittelbaren körperlichen Folgen festgestellt worden. Offenbar haben viele dieser Personen Spätfolgen erlitten; diese waren auch Gegenstand gerichtlicher Auseinandersetzungen in Frankreich.
Die unmittelbare Umgebung des Teststollens ist (Stand 2008) offenbar noch stark kontaminiert und nicht wirksam abgesperrt.

## Entschädigung von Opfern
Schätzungen zufolge waren an den insgesamt 210 Tests in Algerien und in Polynesien 150.000 Militärangehörige und zivile Angestellte beteiligt. Auch die in den Testgebieten lebende Zivilbevölkerung war und ist betroffen. Über die an Krebs und anderen Strahlungsfolgen erkrankten und gestorbenen Personen gab es (Stand Februar 2010) keine öffentlich bekannten Zahlen. Laut Angaben der Opferorganisation AVEN (Association des vétérans des essais nucléaires wurde die verstrahlte Umgebung bis heute nicht dekontaminiert.
Mit den Versuchen und seinen Wirkungen beschäftigt sich der 2009 veröffentlichte Dokumentarfilm Gerboise bleue von Djamel Ouahab.
Siehe auch: Entschädigung von Opfern von Atombombentests